# اوو (مجله)
اوو (انگلیسی: Evo) یک مجله خودرویی اختصاص‌یافته به خودروهای عملکردی است که در بریتانیا منتشر می‌شود. بازهٔ تحت پوشش این مجله، شامل تمامی خودروها با عملکرد بالا، از خودروهای هات هاچ تا ابرخودروها را در بر می‌گیرد.